# Rationnel de Gauss
En mathématiques, un rationnel de Gauss[réf. nécessaire] est un nombre complexe dont les parties réelle et imaginaire sont des nombres rationnels.
L'ensemble des rationnels de Gauss est donc
C'est un sous-corps de ℂ, généralement noté ℚ(i) ou ℚ[i].
Ces nombres tirent leur nom du mathématicien allemand Carl Friedrich Gauss.

## Propriétés
- ℚ(i) est le corps de rupture du polynôme X2 + 1 sur ℚ. C'est donc un corps quadratique imaginaire et un corps cyclotomique.
- L'anneau des entiers de ℚ(i) est l'anneau ℤ[i] des entiers de Gauss. Son discriminant est –4[1].
- ℚ(i) n'est ni un corps totalement ordonnable, ni un espace complet pour la distance euclidienne usuelle, associée au module d'un nombre complexe (ou même pour n'importe quelle valeur absolue non triviale[2]).